# Grčka pravoslavna Crkva
Grčka pravoslavna Crkva (grč.Ορθόδοξη Εκκλησία της Ελλάδος) je autokefalna Pravoslavna Crkva koja je ima titulu arhiepiskopije.

## Opća obilježja Crkve
- Osnivač: Sv. Pavao
- Status autokefalnosti: 29. lipnja 1850.
- Predstojnik: Arhiepiskop Atenski i sve Grčke Jeronim II.
- Sjedište: Atena
- Kalendar: Novojulijanski kalendar
- Glavna patrijaršija: Carigradska patrijaršija

### Brojčano stanje u Crkvi
- Broj eparhija: 81
- Broj manastira: 200
- Broj vjernika: oko 10 milijuna

## Ustrojenje Grčke pravoslavne Crkve
Najviša vlast u Grčkoj crkvi pripada Sinodu episkopa, koji se sastoji iz svih eparhijskih arhijereja. Svi oni imaju titulu mitropolita. Na čelu Sinoda stoji arhiepiskop atenski i sve Grčke, koga bira Sinod iz reda mitropolita. Nakon izbora, u roku od pet dana, predsjednik Republike Grčke izdaje ukaz o njegovom priznanju, nakon čega se vrši ustoličenje. Stalni sinod, koji se bavi svakodnevnim pitanjima crkvene uprave, sastoji se od arhiepiskopa i 12 mitropolita. Arhiepiskop je stalni predsjednik, dok se ostali mitropoliti mijenjaju.

## Vanjske poveznice
- Službena stranica Grčke pravoslavne Crkve